# Pierre-Antoine Lebrun
Pierre-Antoine Lebrun [ejtsd: löbrön] (Párizs, 1785. november 29. – Párizs, 1873. május 27.) francia költő.

## Élete
Az austerlitzi csata után a hadseregről írt ódájáért Napóleon 1200 frank évi járadékot adott neki, melyet Napóleon halálára írt ódája miatt (1822) ismét elvesztett. Ezenkívül még néhány hazafias ódát és tragédiát írt klasszikus szellemben; majd Marie Stuart (1820) című tragédiáját hozta színre, melyben a fejlődő romantikus iránynak hódolt, illetőleg ennek hatása alatt dolgozta át Schiller hasonló című tragédiáját. Az ifjabb nemzedék elismerését Voyage en Grece költeményével (1828) vívta ki, melynek megjelenésekor a Francia Akadémia is tagjává választotta. Lebrun a főrend tagjaiként a konzervatív felsőházban ülésezett a júliusi monarchia idején (1829), III. Napóleon uralkodása alatt (1853) szenátor volt, s Victor Hugo az ő befolyásának köszönhette, hogy 1841-ben bekerült az akadémiába. Lebrun összes művei (Oeuvres) Párizsban jelentek meg (1844–1863) öt kötetben.